# Decarthron brendeli
Decarthron brendeli är en skalbaggsart som beskrevs av Thomas Casey 1887. Decarthron brendeli ingår i släktet Decarthron och familjen kortvingar. Inga underarter finns listade i Catalogue of Life.